# يوهان ويلهلم كوردس
يوهان ويلهلم كوردس (و. 1840 – 1917 م) هو مهندس معماري ألماني، توفي في هامبورغ، عن عمر يناهز 77 عاماً.